# サニーランド湖南

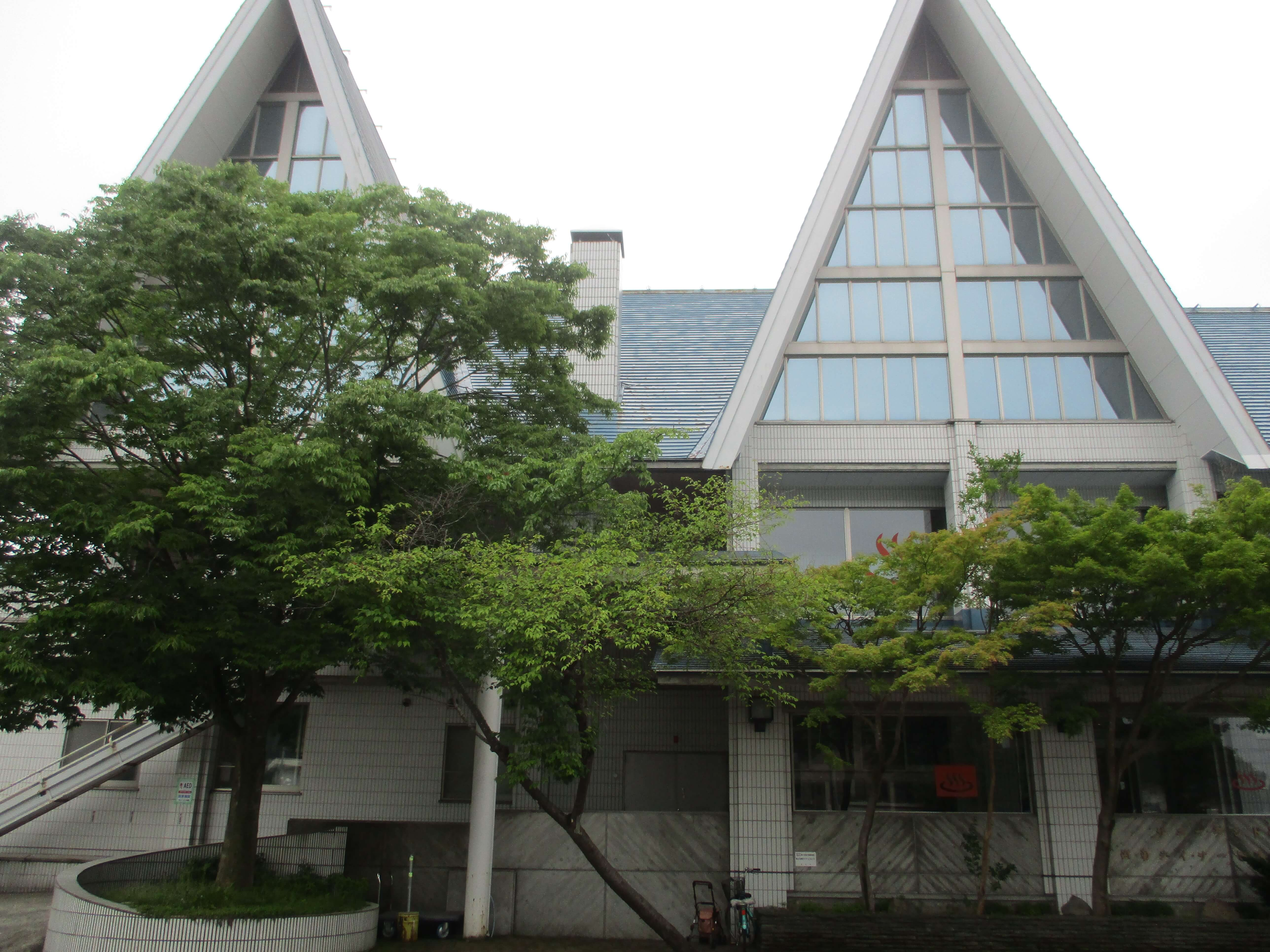
サニー・ランド湖南

サニーランド湖南（サニーランドこなん）は福島県郡山市湖南町福良にある日帰り入浴施設である。

## 概要
郡山市の湖南行政センター前に立地する温泉入浴施設。浴場の他、休憩室や研修室などを備え、市民福祉センターとも呼ばれる。60歳以上の市民は入浴のみ無料。

## 施設
- 浴場 - 地下約700mから湧き出る天然温泉を使用[1]
  - 泉質
アルカリ性単純温泉
  - 源泉温度
46.2℃
  - 効能
神経痛、筋肉痛、関節痛、五十肩、運動麻痺、冷え性
- 2階ホール - 休憩用、利用無料
- 大広間 - 有料
- 研修室 - 有料
- ゲートボール場

## 所在地
- 郡山市湖南町福良字台畠8588

## 開館日時

### 開館時間
- 午前9時～午後8時（浴場は最終受付午後6時30分で午後7時終了）

### 休館日
- 毎週月曜日
- 年末年始（臨時開館日あり）

## 交通アクセス
- バス
磐越西線上戸駅から会津バス勝田内=上戸（駅）=磐梯熱海駅線に乗車し（約40分）「行政センター前」下車すぐ
- 自動車
東北自動車道郡山南ICより県道6号郡山湖南線、国道294号経由で約40分

## 周辺
- 郡山市湖南行政センター
- サン・サン・グリーン湖南
- 県道235号羽鳥福良線 - 馬入新田水芭蕉群生地や隠津島神社方面へ繋がる